# Tossal del Mas de la Salut
El Tossal del Mas de la Salut és una muntanya de 672 metres que es troba al municipi de Vimbodí i Poblet, a la comarca de la Conca de Barberà.
Al nord de la muntanya hi trobem la masia que porta el mateix nom.